# Длутово
Длутово (пол. Dłutowo) — село в Польщі, у гміні Нарушево Плонського повіту Мазовецького воєводства.
Населення — 130 осіб (2011).
У 1975-1998 роках село належало до Цехановського воєводства.

## Демографія
Демографічна структура станом на 31 березня 2011 року:
|          | Загалом | Допрацездатний вік | Працездатний вік | Постпрацездатний вік |
| -------- | ------- | ------------------ | ---------------- | -------------------- |
| Чоловіки | 60      | 9                  | 39               | 12                   |
| Жінки    | 70      | 22                 | 29               | 19                   |
| Разом    | 130     | 31                 | 68               | 31                   |